# Oberyn Martell
El príncipe Oberyn Martell es un personaje ficticio de la saga de libros Canción de hielo y fuego. Es un personaje relevante en el tercer libro de la saga, Tormenta de espadas, donde llega a Desembarco del Rey para formar parte del Consejo Privado del rey Joffrey Baratheon. Sin embargo, los auténticos planes de Oberyn son indagar acerca de la muerte de su hermana Elia y vengarse de los Lannister por su brutal asesinato y el de sus hijos.
En la adaptación televisiva de la obra, Game of Thrones, el personaje de Oberyn es interpretado por el actor Pedro Pascal.

## Concepción y diseño
Oberyn es representado como un hombre de mediana edad, conocido por su personalidad indómita, salvaje e imprevisible, igual que una víbora. Tan salvaje como apasionado, Oberyn se hizo conocido por su pasión por la lucha, su multitud de amantes (de ambos sexos), la gran cantidad de hijos bastardos que poseyó y su habilidad con el uso de venenos. Era reconocido como uno de los mejores guerreros de los Siete Reinos, siendo temido y respetado no solo por su habilidad, sino también por ser considerado impulsivo e impredecible.

## Historia

### Antes de la saga
Desde joven, Oberyn destacó por poseer un carácter rebelde e indómito. Fue pupilo de Lord Yronwood y cuando este lo descubrió en la cama con una de sus amantes, a sus 14 años, lo retó a un duelo a primera sangre. Oberyn empleó un arma envenenada por lo que Lord Yronwood murió de sus heridas. Fue a partir de entonces cuando se ganó el apodo de «La Víbora Roja». Oberyn también causó malas relaciones con la Casa Tyrell al dejar tullido durante un torneo a Willas Tyrell, el heredero de Altojardín, pese a que ambos siguieron manteniendo una buena relación.
Mantuvo una relación muy cercana con su hermana Elia, con la cual apenas se llevaba unos meses. Cuando eran pequeños se sabe que estuvieron a punto de comprometerse con Jaime y Cersei Lannister. Oberyn también espantaba a los posibles pretendientes de Elia, aunque no pudo hacer nada cuando ella contrajo matrimonio con el príncipe Rhaegar Targaryen, heredero por entonces del Trono del Hierro.
Oberyn viajó por las Ciudades Libres y después partió a Antigua donde quiso estudiar para ser maestre, dada su afición por los venenos. Aburrido, Oberyn abandonó la Ciudadela y regresó a las Ciudades Libres donde luchó como mercenario e incluso llegó a fundar su propia compañía mercenaria. Se sabe que engendró varios bastardos de los que se preocupó por su educación y su posición. Regresó durante los sucesos de la Rebelión de Robert, donde tras el asesinato de su hermana Elia a manos de los Lannister, Oberyn quedó devastado y trató de apoyar al príncipe Viserys Targaryen, pero finalmente su hermano Doran decidió firmar la paz con el Trono de Hierro; sin embargo, Oberyn nunca abandonó sus planes de venganza.

### Tormenta de espadas
La Casa Martell y el Trono de Hierro firman un acuerdo cuando la princesa Myrcella Baratheon es prometida con Trystane Martell, uno de los hijos del príncipe gobernante Doran. Este, debido a que estaba impedido, envía a Oberyn en su lugar a ocupar el asiento en el Consejo Privado que le fue prometido como parte del trato. Oberyn no solo llegó para eso, sino para indagar sobre el asesinato de su hermana Elia durante el Saqueo de Desembarco del Rey y vengarse de Tywin Lannister, el hombre que ordenó el asesinato de sus sobrinos Aegon y Rhaenys. A la capital llegó junto a su amante, Ellaria Arena.
Tyrion Lannister, hijo de Tywin, fue acusado de asesinar al rey Joffrey Baratheon en su banquete nupcial. Tyrion demandó un juicio por combate y Oberyn se presentó como su campeón para luchar contra Gregor Clegane, el campeón de la reina Cersei. Como condición para ser su campeón, Oberyn le preguntó a Tyrion si sabía quién dio la orden de asesinar a su hermana Elia y a sus hijos, pero Tyrion exculpó a su padre y culpó tanto al propio Ser Gregor como a Ser Amory Lorch.
Para luchar en el juicio, Oberyn renunció a vestir armadura o yelmo, por lo que pudo herir en varias ocasiones y derribar a Ser Gregor, el cual vestía una pesadísima armadura y se movía de forma lenta. Durante el combate, Oberyn trató de sonsacar a Ser Gregor quién fue el artífice del asesinato de su hermana y sus sobrinos. Mientras estaba en el suelo y aprovechado un descuido del príncipe, Ser Gregor derribó a Oberyn de un puñetazo y después le aplastó la cabeza con sus manos, matándolo. Antes de matarlo, Ser Gregor confesó el asesinato del pequeño Aegon y la violación y posterior asesinato de la princesa Elia.
Tras el juicio, se descubre que Oberyn empleó veneno en su lanza, lo que dejó a Clegane sumido en una agonía lenta y dolorosa.

### Acontecimientos posteriores
Los restos de Oberyn son devueltos a Dorne. Las hijas bastardas de Oberyn, conocidas como las «Serpientes de Arena», demandan venganza contra los Lannister, y junto a la princesa Arianne Martell, conspiran para llevar a Dorne a una guerra contra el Trono de Hierro. El príncipe Doran ordena poner bajo arresto a las Serpientes de Arena para evitar que rompan la paz.
Tiempo después, Doran le revela a su hija Arianne que él y Oberyn planearon el derrocamiento de los Baratheon nada más subir al trono. Al parecer, Oberyn viajó a Braavos, donde con el Señor del Mar de Braavos y Ser Willem Darry como testigos, pactó el matrimonio de la princesa Arianne con el pequeño Viserys Targaryen y el apoyo de Dorne cuando reclamara el Trono de Hierro.

## Adaptación televisiva
En la adaptación televisiva de HBO, Game of Thrones, el personaje del príncipe Oberyn es interpretado por el actor chileno Pedro Pascal. En la adaptación, al personaje de Oberyn se le da una mayor presencia e interacción con los demás personajes, manteniéndose las motivaciones y personalidad del personaje literario.
Se añaden escenas que no se suceden en la obra literaria, como una charla entre Tywin Lannister y Oberyn acerca de la muerte de Elia Martell, donde Tywin niega ser el responsable de su asesinato y le pide a Oberyn que respete la alianza de los Martell con el Trono de Hierro ante la posible llegada de Daenerys Targaryen.
- Datos: Q19359499
- Multimedia: Oberyn Martell / Q19359499